# ميلفيل جونز
ميلفيل جونز (بالإنجليزية: Melville Jones)‏ هو قسيس نيجيري، ولد في 1866، وتوفي في 1941.